# Axel Krause
Axel Krause (* 23. Oktober 1958 in Halle (Saale)) ist ein deutscher Maler und Grafiker. Er gilt als exponierter Künstler der Neuen Leipziger Schule.

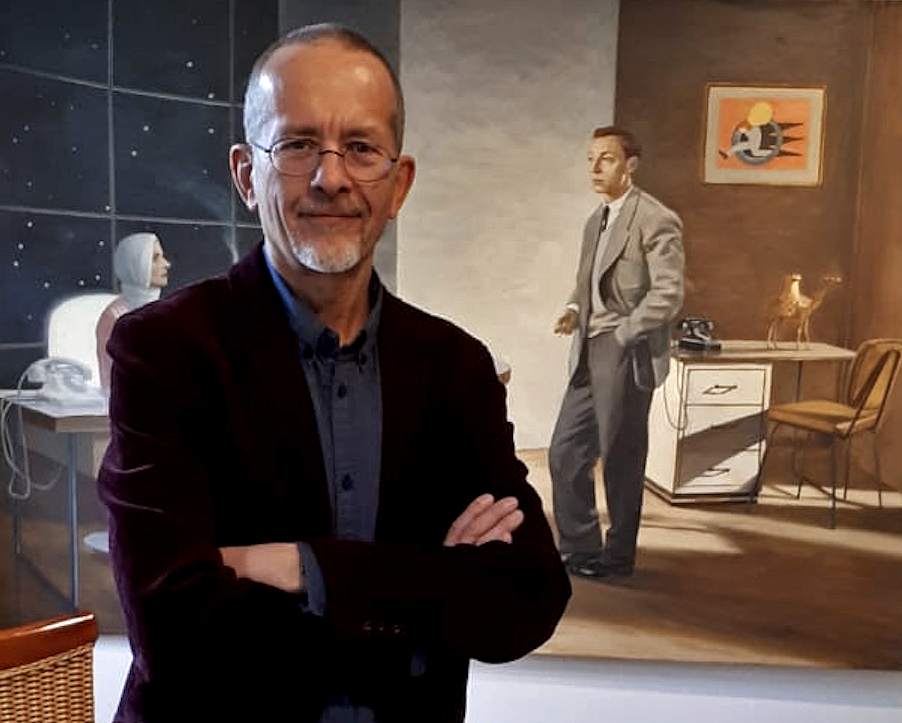
Axel Krause 2019 – vor seinem Werk Sternstunde

## Leben
Axel Krause studierte von 1981 bis 1986 Malerei an der Hochschule für Grafik und Buchkunst Leipzig bei Dietrich Burger, Volker Stelzmann, Günter Thiele und Arno Rink und schloss mit dem Diplom ab. Von 1975 bis 1977 hatte er bereits eine Ausbildung zum Facharbeiter für Reproduktionstechnik absolviert. Vor der Wende hatten Axel Krause und Neo Rauch ein gemeinsames Atelier in Leipzig. Im November 1989 nahmen beide zum ersten Mal an einer Ausstellung im Westen teil und zwar bei der Großen Kunstausstellung NRW in Düsseldorf vom 19. November 1989 bis zum 1. Januar 1990.
Von 1990 bis 1993 arbeitete Krause als Theatermaler an der Oper Leipzig. Parallel zu seiner Tätigkeit als Theatermaler wirkte er von 1989 bis 1999 als Lehrbeauftragter an der Hochschule für Grafik und Buchkunst Leipzig, Abteilung Abendakademie. In der Fachrichtung Malerei unterrichtete er figürliches Zeichnen und Akt. Von 1994 bis 1996 absolvierte Krause zudem ein Aufbaustudium in Kunsttherapie an der Hochschule für Bildende Künste Dresden.
Axel Krause lebt und arbeitet in Leipzig. Bilder von Axel Krause wurden u. a. beim New Yorker Auktionshaus Sotheby’s versteigert. Im Dezember 2018 hat der Deutsche Bundestag das Werk Puppenhaus für seine Kunstsammlung angekauft.

## Einflüsse
Die Beschäftigung mit geistigen Vätern wie Edward Hopper, Balthus und Giorgio de Chirico bestärkte ihn in seinem Bestreben zu surrealen, inszenierten, dingpräzisen Bildfindungen. Sie erscheinen oft als Darstellung von Realität, stellen jedoch eine introspektive Sicht dar. Professor Harald Kunde, ehemals Direktor des Ludwig Forum für Internationale Kunst Aachen, Kurator und Publizist schrieb 2011 zu der Thematik: „Diesen Ansatz, die Zeit nicht als linear fließendes Medium und eine Geschichte nicht als monokausale Erzählung zu begreifen, teilt er mit allen Autoren der seit langem währenden Postmoderne. (...) Sein bevorzugtes Stilmittel (...) bildet die Methode der bildnerischen Inszenierung; jede Figur, jedes Versatzstück und jedes Detail wird nicht um seiner selbst willen behandelt, sondern spielt (...) eine Rolle in einem größeren, rational kaum fassbaren Zusammenhang.“ Der Kunsthistoriker Meinhard Michael bringt zudem Vermeer und Monet ins Gespräch: Krause schätze deren Malkultur.
Auch der Romantiker Caspar David Friedrich ist einflussgebend. In dem Bild Schwarzmeer aus dem Jahr 2010 beispielsweise konfrontiert Krause zwei Sumōtori mit einem von Caspar David Friedrich inspirierten Wanderer. Der Gipfelstürmer trägt eine Spitzhacke bei sich und statt des Nebelmeers überblickt er einen abgeschlossenen, jedoch zutiefst inkongruenten Innenraum: Neben einer Einbauküche beinhaltet er eine bühnenartige Fläche mit Treppe, Felsen, dem Modell einer Industrieanlage mit Anlegestelle sowie dazugehörigem Modellboot. Spektakuläre Flugobjekte, U-Boote, bizarre Maschinen und Geräte bevölkern oft seine Gemälde. Zeppeline sind unter anderem in Der Morgen (1998), Pool im Gebirge (1998), Die Havarie (1999) und in Eintracht (2006) zu entdecken, in Die Heimkehr (1999) gar ein fliegender Fisch. Die Darstellung von Wasser hat gewisse Bedeutung in Krauses Werk. In vielen seiner Bilder spielt es eine tragende Rolle.
Unterschiedliche Zeitebenen sind ein weiteres Merkmal der Bildfindungen von Krause. Er versetzt die Protagonisten hinsichtlich ihres Kleidungsstils, des Mobiliars und der technischen Geräte und sonstiger Attribute in verschiedene Epochen, wie etwa im Gemälde Abendgruß (2015). Der Eindruck einer realistischen Szene täuscht. Bei eingehender Betrachtung offenbart sich eine Inszenierung, die mit der tatsächlichen Welt nur in mittelbarem Zusammenhang steht. Zeitebenen und kausale Zusammenhänge sind abgerückt von äußeren, bekannten Orten und Ausdruck einer inneren Welt des Künstlers. Mit dieser Charakteristik strebt Krause ganz bewusst augenscheinliche Widersprüche an. Der Leipziger Kunsthistoriker Meinhard Michael schreibt über Krause in einem Katalogessay: „Krause malt gern einen Anschein des Sichtbaren und weiß, daß der vieles verrät. Er tut manches, um die Oberfläche schmackhaft zu machen, einiges sogar dafür, um darin einzulullen – und doch ist der See tief.“ „Alogisch“ beziehungsweise „höchstens analogisch“ seien die „kuriosen und rätselhaften Vorgänge“, die in Krauses Malerei zu entdecken seien. Wie ein „Traum“ der Welt, seien sie, so Michael weiter. Krause selbst sagt: „Was mich (…) interessiert, ist das Doppelleben der konkreten Erscheinungen der Realität, ihre rationale Einordnung und Lesbarkeit und ihre parallel dazu existierenden Bedeutungsebenen.“

## Arbeitsweise
Für seine Gemälde schöpft Krause aus unterschiedlichen Quellen und arbeitet systematisch mit vorhandenem Bildmaterial, wie er in der Monographie „Axel Krause. Zur See“ notiert: „Skizzen, Fotos, Illustriertenausschnitte, Werbung, technische Illustrationen, Sachdarstellungen und Reproduktionen von Bildern berühmter und weniger berühmter Kollegen“. Heute bedient er sich zunehmend aus den Medien und dem Internet. Die einzelnen Bildfragmente setzt er entsprechend einer emotionalen Logik zusammen, wodurch immer wieder überraschende Kontexte entstehen. Verschiedene Partien werden mit Pinsel und Farbe ergänzt und überarbeitet. Das im Kleinen vollständige Bild überträgt er dann auf die Leinwand.
Dazu schreibt Krause: „Im Kokon meines Entwurfsateliers schneide, klebe, zeichne und male ich im Notizkalenderformat dem diffusen inneren Bild der Tageslaune entgegen.“
Krause entwirft Bilder, um sie dann auf der Leinwand auszuführen. Dies erinnert nicht zuletzt an das ikonische, medienreflexive Gemälde La trahison des images („Ceci n’est pas une pipe“, 1929) René Magrittes. Wenn der surrealistische Belgier Magritte keine Pfeife zur Schau stellt, sondern das Bild einer Pfeife, so zeigt uns Krause mit seiner spezifischen Arbeitsweise Bilder von Bildern, beziehungsweise „Bilder von Bildern von Bildern“, wie er selbst notiert, denn die im Kleinformat erstellten Entwürfe setzen sich ja ihrerseits aus medialen Abbildungen zusammen und sind Vorlage für das Bild auf der Leinwand. Er selbst erklärt seine Werke als „Bildfindungen; in Tagträumen“, „Schwingungen des Unbewußten [wandern] vom Maler zum Betrachter“, denn „das, was wir Kunst nennen, ist immateriell. Es ist die entstehende Resonanz im Rezipienten, die vollzogene geistig-sinnliche-emotionale Kommunikation zwischen (mindestens) zwei Menschen.“

## Politische Aktivität
Im August 2018 trennte sich die Leipziger Galerie Kleindienst von Krause, da sie dessen politische Ansichten beziehungsweise öffentlichen Äußerungen „weder teilen noch mittragen wollte.“ Dies befeuerte die bereits heftige Debatte um die „Grenzen der Kunstfreiheit“ und insbesondere um die Frage, wie die politischen Äußerungen von Künstlern zu bewerten und einzuordnen seien. Jetzt habe auch die Kunstwelt ihren Uwe Tellkamp, schrieb Daniel Völzke in Monopol.

„Der Rauswurf des AfD-nahen Künstlers Axel Krause aus seiner Galerie wird von den einen begrüßt, von den anderen als Angriff auf die Kunstfreiheit verurteilt.“

Krause äußerte sich auf seinem privaten Facebook-Account mehrfach kritisch zur Einwanderungspolitik der Regierung:

„Ich halte die illegale Masseneinwanderung für einen großen Fehler und die AfD für ein zu begrüßendes Korrektiv im maroden Politbetrieb.“

Für seine Meinungsäußerung „nun praktisch mit Ausgrenzung belegt zu werden – das ist eine ziemlich problematische Angelegenheit“, sagte der Künstler gegenüber dem MDR.
Krause wurde 2019 als ausstellender Künstler durch das Kuratorium der 26. Leipziger Jahresausstellung (L.J.A.) ausgewählt und vom Vorstand dazu eingeladen. Daraufhin wurde öffentlicher Druck auf den Vorstand der Leipziger Jahresausstellung ausgeübt. Am 31. Mai 2019 widerrief der Vorstand die Einladung an Axel Krause, kurz darauf wurde die ganze Ausstellung abgesagt, fand dann aber doch statt, jedoch ohne Krause und seine beiden Werke Taube vom Dach und Traum des Metzgers. Nach Eröffnung der Ausstellung am 12. Juni 2019 lautete die offizielle Begründung des Vorstandes für Krauses endgültigen Ausschluss wie folgt:

„Wir möchten noch einmal ausdrücklich darauf hinweisen, dass der Ausschluss von Herrn Axel Krause aus der 26. Jahresausstellung nicht aufgrund seiner politischen Positionierung erfolgte, diese war der Auswahlkommission vorher bekannt. Ausschlaggebend für seinen Ausschluss war dann einzig und allein sein zynischer Beitrag am 30.5.2019, 18.59 Uhr auf seiner Facebook-Seite. Dort bezeichnet er sich selbst als „entarteter Künstler“ und „Volksschädling“ und provoziert darüber hinaus einige mit ausstellende Kollegen. Das ließ sich mit unseren ethischen Grundsätzen nicht mehr vereinbaren und war Anlass, ihn am 31.5.2019 auszuladen. Deshalb gibt es für uns keinen Grund, diese Entscheidung zu revidieren.“

Krauses Selbstbezichtigung als „entarteter Künstler“ und „Volksschädling“ in seinem satirischen Facebookpost vom 30. Mai 2019 war die Reaktion auf Äußerungen anderer Ausstellungsteilnehmer zu seiner Teilnahme im Vorfeld der Ausstellung, über die schon am 22. Mai 2019 in der Leipziger Volkszeitung berichtet wurde. So hat beispielsweise der Künstler Moritz Frei seine Teilnahme an der Schau mit folgender Begründung abgesagt:

„‚Kunstfreiheit ist mir ein hohes Gut (im Gegensatz zur AfD), und ich habe nichts dagegen, dass Axel Krause seine Bilder ausstellt. Ich kann es mit meinem Gewissen allerdings nicht vereinbaren, mit ihm zusammen an der Jahresausstellung teilzunehmen‘, schreibt er an den Verein.“

Kolja Reichert wünschte sich dagegen in einem FAZ-Kommentar, die Absage wäre „ästhetisch begründet“. Im ZEIT-Artikel Die Absage der Absage entwirft Charlotte Theile ein differenziertes Bild des Diskurses um Axel Krause. Neben ihm selbst und dem Künstler Felix Leffrank lässt sie die Galeristin Arne Linde zu Wort kommen:

„Wenn ein Künstler dabei ist, der für die AfD Werbung macht, dann müssen wir damit umgehen. Das müssen wir in der politischen Landschaft ja auch.“

Aber dann, sagt Linde, „sollten die Widersprüche auch zum Thema werden. Das wäre für mich ein Zeichen einer starken, pluralistischen Gesellschaft gewesen.“ Ähnlich argumentiert auch Jutta Pelz, Vorsitzende des Brandenburgischen Verbandes Bildender Künstlerinnen und Künstler. Ihrzufolge dürfen wir „der gesellschaftspolitischen Debatte nicht aus dem Weg gehen, müssen aber zugleich die aktuellen Trends in der zeitgenössischen Kunst im Auge behalten“
Im Herbst 2020 gehörte Krause zu den Erstunterzeichnern des Appells für freie Debattenräume.

## Einzelausstellungen
- 2024: BLAU PAUSE, Gallery LVS, Seoul
- 2022: Jäger, thomas punzmann contemporary, Frankfurt am Main
- 2021: Im Blauen Spiegel, Galerie Kunst-Kontor Sehmsdorf, Potsdam
- 2019: Tunnel zum Glück, 20 Zeichnungen, KulturHaus Loschwitz, Dresden
- 2019: Trans-Mission, Galerie Kunst-Kontor. Forum für zeitlose Kunst, Potsdam
- 2019: Landgang, Thomas Punzmann Gallery, Frankfurt am Main
- 2017: Film Noir, Gallery LVS, Seoul
- 2015: Spätfilm, Galerie Kleindienst, Leipzig
- 2012: Malerei/Graphik, Galerie Ratswall, Bitterfeld
- 2012: New Works, Gallery LVS, Seoul
- 2010: Schwarzmeer, Galerie Kleindienst, Leipzig
- 2008: Bumerang, Gallery LVS, Seoul
- 2007: Axel Krause solo exhibition, Gallery LM, Seoul, South Korea
- 2007: Heimsuchung, Galerie Kleindienst, Leipzig
- 2005: Gespann, Galerie Kleindienst, Leipzig
- 2003: Neue Chemnitzer Kunsthütte, Chemnitz
- 2002: Inter Art Galerie Reich, Köln
- 2001: Zur See, Westphalsches Haus, Leipzig – Markkleeberg
- 1999: Städtische Galerie, Wesseling b. Köln
- 1994: Galerie Blüthner, Leipzig
- 1994: Stillen, Malerei und Zeichnung, Panoramamuseum, Bad Frankenhausen
- 1994: Galerie Jüdenstraße, Wittenberg
- 1989: Galerie Süd, Leipzig

## Ausstellungsbeteiligungen
- 2024: Neue Wilde und Leipziger Schule - Hunger nach Bildern, Museum No Hero, Delden/Niederlande
- 2023: Halle am Meer. Strandzone und Naturidyll Ahrenshoop 1945–2023, Kunstmuseum Moritzburg Halle (Saale); Kunstmuseum Ahrenshoop
- 2022: Figurativ, Galerie Koenitz, Leipzig
- 2019: The Leipzig Connection–HDLU-Croatian Association of Artists, Zagreb, Kroatien
- 2017: Künstler der Galerie, Galerie Kleindienst, Leipzig
- 2016: Pentomino #3 - 44 Künstler/61 Arbeiten/18qm, Thaler Originalgrafik, Leipzig
- 2016: Doppeltes Duo, Kunstverein Paitzsch e.V., Panitzsch, (GER)
- 2016: Sommerakademie, Rathausgalerie, Grimma (GER)
- 2015: Die phantastische Linie – Kunst aus Leipzig, (The Phantasmic Line – Art From Leipzig), Galerie Kunstverein Talstrasse, Halle/Saale
- 2015: Pentomino, Thaler Originalgrafik, Leipzig
- 2015: Peter Sauerer - und und und, Neue Galerie Landshut
- 2015: Vertraute Gesellschaft, Thaler Originalgrafik, Leipzig
- 2013: Inside Outside, Neues Kunsthaus Ahrenshoop
- 2013: Monumental, 20. Leipziger Jahresausstellung
- 2012: Vor dem Fall – Positionen der Leipziger Schule 1979–89, Galerie Koenitz, Leipzig
- 2011: Leipzig Painters, Gallery Baton, Seoul
- 2011: Convoy Leipzig, Biksady Gallery, Budapest
- 2011: after the goldrush, Kunstverein Speyer
- 2010: Fundstücke, Galerie Irrgang - Leipzig
- 2010: Liebhaberstücke - Zeitgenössische Kunst aus fünf Mülheimer Privatsammlungen, Kunstmuseum Mülheim an der Ruhr
- 2010: Sachsen am Meer. Strandszenen und Gesellschaftsbilder, Kunstsammlung Gera, Gera
- 2009: In Every Dreamhome A Heartbreak – (Ir)reale Raumwelten in der Malerei, Galerie Frank Schlag & Cie, Essen
- 2009: 60/40/20. Kunst in Leipzig seit 1949, Museum der bildenden Künste, Leipzig Museum of Visual Arts Leipzig
- 2008: Drawcula, Galerie Kleindienst, Leipzig
- 2007: Zu Besuch, Galerie Gesellschaft, Berlin
- 2007: Malerei der Gegenwart. Zurück zur Figur, Museum Franz Gertsch, Burgdorf
- 2007: Malerei der Gegenwart. Zurück zur Figur, Kunsthaus Wien
- 2007: Painting now! Back to figuration, Kunsthal Rotterdam
- 2006: Neue Leipziger Schule, Kunstverein Würzburg
- 2006: Malerei der Gegenwart. Zurück zur Figur, Kunsthalle der Hypo-Kulturstiftung, München (Katalog)
- 2006: Artists From Leipzig, Arario Gallery, Peking
- 2006: Made in Leipzig. Bilder aus einer Stadt, Essl Museum, Klosterneuburg, Österreich
- 2006: Zurück zur Figur, art hall of the Hypovereinsbank Munich and Museum Franz Gertsch (CH)
- 2006: Neue deutsche Malerei – Leipziger Kunst, Warsaw
- 2006: Figurative Malerei aus Wien und Leipzig, Galerie Kampl, München
- 2005: Gleiche Augenhöhe, Galerie Schlag & Cie, Essen
- 2005: Drei x Drei aus Leipzig, Galerie Kampl, München
- 2005: Rainbow, Sfeir-Semler Gallery, Beirut, Libanon
- 2005: XI. Leipziger Jahresausstellung, Leipzig
- 2002: Wunschbilder – Neuerwerbungen des Kunstfonds Sachsen, Museum der bildenden Künste, Leipzig
- 2002: Herbstsalon, Kunstverein Bautzen
- 2001: 14. Nationale der Zeichnung, Toskanische Säulenhalle, Augsburg
- 2001: Kunst ohne Grenzen, Inter Art Galerie Reich, Köln
- 1999: Dresden – Columbus Artistic Partnership, Concours Gallery, Upper Arlington, Ohio (USA)
- 1997: Lust & Last, Leipziger Kunst seit 1945, Germanisches Nationalmuseum, Nürnberg und Museum der bildenden Künste, Leipzig
- 1994: Zeit – Blick. Kunstlandschaft in Sachsen, Schloß, Dresden
- 1994: 9. Nationale der Zeichnung, Toskanische Säulenhalle, Augsburg
- 1993: Leipziger Kunst in der AOK, AOK Leipzig
- 1992: Große Kunstausstellung NRW, Kunstpalast Ehrenhof, Düsseldorf
- 1990: Junge Maler der Leipziger Schule, Galerie Schwind, Frankfurt/Main
- 1989: Stand der Dinge, Galerie junge Kunst, Frankfurt Oder
- 1989: Große Kunstausstellung NRW, Kunstpalast Ehrenhof, Düsseldorf
- 1989: Lebensart, Altes Museum, Berlin
- 1988: 1. Leipziger Bildermesse, Leipziger Informationszentrum, Leipzig
- 1987: Drei aus Leipzig, Galerie Schaufenster, Berlin, mit Neo Rauch und Roland Borchers
- 1986: Anzeichen. Junge Künstler im Bezirk Leipzig, Staatliches Lindenau-Museum, Altenburg

## Kunstmessen
- 2017: Art Central Hong Kong, Gallery LVS, Hong Kong[37]
- 2016: Art Central Hong Kong, Gallery LVS, Hong Kong
- 2005: Art Frankfurt, Frankfurt am Main

## Stipendien
- 2000: Stipendium der Kulturstiftung des Freistaates Sachsen, Aufenthalt im Künstlerhaus Lukas, Ahrenshoop
- 1995: Reisestipendium (USA), Sächsisches Ministerium für Wissenschaft und Kunst, Arbeitsaufenthalt in Columbus, Ohio
- 1994: Förderstipendium der Künstlerförderung in Leipzig, gemeinnütziger Verein e.V.
- 1994: Stipendium Thüringer Ministerium für Wissenschaft und Kunst, Arbeitsaufenthalt in Bad Frankenhausen

## Sammlungen
- Wunschbilder, 2002, Museum der bildenden Künste Leipzig
- Kunstsammlung der Sparkasse Leipzig
- Kunstsammlung des Deutschen Bundestages
- Landesvertretung Hessen, Bonn
- Neue Sächsische Galerie – Museum für zeitgenössische Kunst, Chemnitz[38]
- Panorama Museum Bad Frankenhausen
- Regierungspräsidium Leipzig
- Sächsisches Staatsministerium für Wissenschaft und Kunst
- Susan Goodman, New York/USA
- Kunstpalast Düsseldorf
- Kunstarchiv Beeskow
- Verbundnetz Gas A.G.
- Park Seo-Bo Foundation, Seoul, South Korea

## Veröffentlichungen
- Axel Krause. Zur See, mit Beiträgen von Meinhard Michael und Axel Krause, Thomas Druck, Leipzig 2001, ISBN 3-910171-11-7
- Axel Krause. BLAU PAUSE, Gestaltung: Caroline Kober und Axel Krause,  mit Beiträgen von Sebastian Hennig, Hans-Joachim Maaz und Axel Krause, Impress Druckerei Halbritter KG, Herausgeber: Edition Buchhaus Loschwitz, Dresden 2024, ISBN 978-3-9825562-0-8.